# Tupoljev Tu-244
|  | Ovaj članak sadrži podatke o planiranom zrakoplovu ili zrakoplovu u izgradnji. Može sadržavati informacije iz projekta i nagađanja, koje možda neće odgovarati završnom proizvodu. |

Tupoljev Tu-244 je putnički nadzvučni zrakoplov, nasljednik Tu-144. Trebao bi prevoziti 300 putnika, imati dolet od 9.500 km i koristio bi kriogeno gorivo (gorivo uskladišteno na vrlo niskim temperaturama) te tako drastično smanjio potrošnju. Graditelji iz Tupoljeva imaju iskustva sa zrakoplovima koja koriste kriogena goriva, to je Tu-155 (krio-inačica Tu-154). Također bi upravljački sustav bio izveden kao "Fly-by-Wire".
Predviđeno je kako će Tu-244 poletjeti prije 2015. godine. Međutim, zbog velikih novčanih nedostataka Tu-244 će se vjerojatno pridružiti popisu neostvarenih nacrta.

## Tehničke karakteristike
Osnovne karakteristike
- kapacitet: 250 do 320 putnika
- dužina: 88,70 m
- raspon krila: 54,77 m
- površina krila: 1.200 m2
- visina: 16,9 m
- širina trupa: 3,9 m

Letne karakteristike
- najveća brzina: 2.175 km/h (2,05 M)
- dolet: 9.200 km
- najveća visina leta: 19.000 m
- motor: 4 Kuznetsov NK-321 turbofen motora